# Mario Lago
Mario Lago (Peveragno, 25 settembre 1878 – Capri, 27 aprile 1950) è stato un diplomatico italiano.

## Biografia
Originario del paese cuneese di Peveragno, diplomatico di carriera, fu il primo rappresentante italiano (incaricato d'affari) presso la neo costituita Repubblica cecoslovacca, con funzioni di ambasciatore (1919-1920).
Fu Governatore del Dodecaneso (Isole italiane dell'Egeo) dal 1922 al 1936. Si distinse per la politica lungimirante e rispettosa dell'identità etnica e culturale degli abitanti della colonia e per un grande piano di opere pubbliche a Rodi e nelle altre isole. Favorì l'integrazione delle comunità ebraiche greche, turche e latine dell'isola di Rodi con i coloni italiani. Incoraggiò anche i matrimoni misti fra greci e italiani. Il periodo del suo governatorato costituì quella che in retrospettiva viene definita da alcune fonti "l'Età dell'Oro" del Dodecaneso italiano, con l'economia in forte espansione e una società relativamente armoniosa.
In suo onore venne edificata la nuova città di Portolago, base della Regia Marina, nell'isola di Lero ed il villaggio agricolo di Peveragno Rodio, centro di insediamento di coloni italiani.